# Dieter Stempnierwsky
Dieter Stempnierwsky (3. Oktober 1968) ist ein deutscher Filmproduzent, Produktionsleiter und Filmschaffender.

## Biografie
Dieter Stempnierwsky besuchte das Carl-Friedrich-von-Siemens-Gymnasium in Berlin, wo er auch das Abitur ablegte. War Austauschschüler an der Radnor High School in Pennsylvania, die er mit dem US American High School Diploma verließ. Sein Anglistik Sportwissenschaften Studium an der Freien Universität Berlin im beendete er erfolgreich mit dem ersten Staatsexamen.
Berufliche Erfahrungen im Filmbereich sammelte Stempnierwsky unter anderem im Zeitraum Mai 1996 bis Dezember 2012 bei der CrazyForFilm.Production Berlin, wo er als Herstellungsleiter und Ausführender Produzent arbeitete und für die Kalkulation, Drehplanung, Finanzierung, die Beantragung von Fördermitteln, Drehbuchdurchführung, Kostenkontrolle und die Endfertigung eines Films Mitverantwortung trug.
Der erste Film bei dem Stempnierwsky im Team war, war Wim Wenders Fantasy-Drama Der Himmel über Berlin von 1987. Im Jahr 1992 war Stempnierwsky für sechs Folgen der Kriminalfilmreihe Wolffs Revier mit Jürgen Heinrich in der Titelrolle mit verantwortlich und 1998 für eine Folge der Kriminalfilmreihe Sperling, in der Dieter Pfaff den namensgebenden Ermittler verkörperte.   
Bei dem Actiondrama Equilibrium von 2002 mit Christian Bale, Sean Bean und Emily Watson trat Stempnierwsky als Produktionsleiter in Erscheinung. Der Film zeigt eine bedrückende Zukunft, in der es illegal ist, Gefühle zu haben. Ausgerechnet der Mann, der ein solches Gesetz mit zu verantworten hat, will es zu Fall bringen. Im Jahr 2006 betreute Stempnierwsky die ersten beiden Folgen der Filmreihe Im Tal der wilden Rosen, in deren Mittelpunkt Frauen stehen, die sich in der Pionierzeit des 19. Jahrhunderts auf neues Terrain vorgewagt und sich allen Widerständen zum Trotz ein neues Leben aufgebaut haben. Er arbeitete dort mit dem Regisseur Oliver Dommenget zusammen. Die beiden Jugendfilme Die drei ??? – Das Geheimnis der Geisterinsel und Die drei ??? – Das verfluchte Schloss standen 2007 und 2009 auf seiner Arbeitsliste.
Für die Filmkomödie Unter Frauen von Hansjörg Thurn arbeitete Stempnierwsky 2012. Dort wacht ein Frauenheld in einer Welt ohne Männer auf und wird ebenfalls als Frau wahrgenommen. Der Weg zurück ist nur möglich, wenn es ihm gelingt, ein besserer Mensch zu werden. Für die Literaturverfilmung Nachtzug nach Lissabon (2013) war Stempnierwsky als Herstellungsleiter verantwortlich. Ein Lateinlehrer in der Schweiz, verkörpert von Jeremy Irons, verhindert, dass eine lebensmüde junge Frau von einer Brücke springt. Um ihr ein verlorenes philosophisches Büchlein zurückzugeben, reist er spontan nach Lissabon. Was er dort erlebt, bringt ihn dazu, sein Leben zu überdenken. Für eine Folge der Krimireihe Bella Block mit Hannelore Hoger in der Titelrolle arbeitete Stempnierwsky 2014.

## Filmografie (Auswahl)
– Produzent/Ausführender Produzent, wenn nicht anders angegeben –
- 1996: Die Putzfraueninsel
- 2002: The Vector File
- 2003: The Boys and Girl from County Clare
- 2004: Chestnut – Der Held vom Central Park (Chestnut: Hero of Central Park)
- 2005: Dungeons & Dragons – Die Macht der Elemente
- 2006: Im Tal der wilden Rosen: Was das Herz befiehlt (Fernsehreihe, Folge 1)
- 2006: Im Tal der wilden Rosen: Verzicht aus Liebe (Folge 2)
- 2006: Ozzie, der Koalabär (Ozzie)
- 2007: Die drei ??? – Das Geheimnis der Geisterinsel (Herstellungsleiter)
- 2009: Die drei ??? – Das verfluchte Schloss (Herstellungsleiter)
- 2012: Unter Frauen (Herstellungsleiter)
- 2013: Nachtzug nach Lissabon (Herstellungsleiter)

– Produktionsleiter, wenn nicht anders angegeben –
- 1987: Der Himmel über Berlin (im Filmstab/Production driver)
- 1988: Didi – Der Experte
- 1989: Der Rosengarten (The Rose Garden; Locationscout)
- 1990: Rosamunde (Locationscout)
- 1991: Colette (Becoming Colette)
- 1990: Dr. M
- 1992: Wolffs Revier (Fernsehserie, 6 Folgen)
- 1996: 5 Stunden Angst – Geiselnahme im Kindergarten (Fernsehfilm)
- 1998: Geraubte Unschuld (Fernsehfilm)
- 1998: Sperling und der brennende Arm (Krimireihe, Folge 7)
- 2002: Equilibrium
- 2014: Bella Block: Für immer und immer (Krimireihe, Folge 35)